# كارا جي
كارا جي هي ممثلة كندية، ولدت في 2 سبتمبر 1983 في كالغاري في كندا.

## وصلات خارجية
- كارا جي على موقع IMDb (الإنجليزية)
- كارا جي على موقع ميتاكريتيك (الإنجليزية)
- كارا جي على موقع روتن توميتوز (الإنجليزية)
- كارا جي على موقع قاعدة بيانات الأفلام العربية
- كارا جي على موقع ألو سيني (الفرنسية)
- كارا جي على موقع أول موفي (الإنجليزية)
- كارا جي على موقع قاعدة بيانات الأفلام السويدية (السويدية)
- كارا جي على موقع قاعدة بيانات الفيلم (الإنجليزية)
- كارا جي على موقع ليتربوكسد (الإنجليزية)
- كارا جي على موقع كينوبويسك (الروسية)